# Inongo
Inongo ist die Hauptstadt der Provinz Mai-Ndombe im Westen der Demokratischen Republik Kongo. 
Laut einer Kalkulation im Jahr 2010 beträgt die Einwohnerzahl Inongos 46.657.

## Verkehr
Die Stadt ist durch den Inongo Airport an das nationale Flugnetz angeschlossen.

## Religion
Inongo ist Sitz des Bistums Inongo.